# OpenGameArt.org
Open Game Art是一個旨在與自由及開放原始碼的电子游戏專案一同使用的媒體儲存庫，提供了開放內容的素材。
其目的是讓開發者可以很輕鬆的以高品質且具適當授權條款的藝術作品來取代原有的低品質圖像。2D與3D的藝術作品都可以放上來，音效與音樂也可以，不像其他類似的專案，如僅處理音訊樣本與歌曲的ccMixter，以及僅限於音訊樣本的Freesound。

## 內容授權
Open Game Art上的所有內容均以自由的授權條款授權。這個專案允許商業使用或改作（如創用CC中的NC與ND條款）的內容，他們認為這樣是在限制使用者，導致內容不自由。
目前可接受的授權條款主要包含了：創作共用授權條款中的CC-BY-SA 3.0與CC-BY 3.0，GNU授權條款中的GPLv2/GPLv3/LGPLv2/LGPLv3以及類公有领域的授權條款CC0。最後這種授權條款在功能上等同於將作品發佈到公共領域，放棄盡可能多的權利。其他高度寬鬆自由軟體授權條款如WTFPL或類公共領域的授權條款應該在上傳前根據網站上的常見問題集重新授權為CC0。

## 內容
做為自由內容的儲存庫，這個網站的內容很多都是使用如GIMP、Inkscape與Blender等自由软件所建立。
來自战地2100、韦诺之战與Frogatto等專案的藝術家貢獻了不少素材。
這個網站也有供放置文章與教學課程的部份，同時也有供其使用者討論的論壇。

## 運作
主機費用目前有網站營運方支付。並透過PayPal接收捐款，並完全用於委託建立新的藝術品，使用者可以提出要委託建立哪一種新藝術品的請求。
為了鼓勵新的藝術貢獻，這個網站還舉辦了稱為週五挑戰的非正式每週比賽，每週五會公佈一種藝術主題，然後就會票選參賽作品並於九天後公佈贏家。

## 外部連結
- Open Game Art首頁（页面存档备份，存于）